# قطعنامه ۸۲۰ شورای امنیت
قطعنامه ۸۲۰ شورای امنیت سازمان ملل متحد که در تاریخ ۱۷ آوریل ۱۹۹۳ تصویب شد، سندی بین‌المللی دربارهٔ بوسنی و هرزگوین است. این قطعنامه طی نشست ۳۲۰۰ام با ۱۳ رای موافق، ۰ مخالف و ۲ ممتنع تصویب شد.